# Hot Springs (Arkansas)
Hot Springs település az Amerikai Egyesült Államok Arkansas államában, Garland megyében, melynek megyeszékhelye is. Lakosainak száma 37 930 fő (2020. április 1.). A város része a Hot Springs Nemzeti Park.

## Népesség
A település népességének változása:

| 2010 | 35 193 |
| 2020 | 37 930 |